# تحمل المسؤولية
في العلاج النفسي الوجودي ، يعتبر تحمل المسؤولية عقيدة مارسها المعالجون النفسيون أمثال إيرفين د. يالوم حيث أن تحمل الفرد مسؤولية الأحداث والظروف التي يواجهها، هوأساس ضروري لصنع أي تغيير حقيقي في حياته. 
من وجهة نظر المعالج، فإن الهدف هو تحديد هذه الأحداث والظروف، والعمل دائمًا، على حد تعبير يالوم، "في إطار المرجع الذي خلقه المريض لمشكلته الخاصة ".  ثم يجب على المعالج أن "يجد طُرقًا لتوصيل هذه الرؤية إلى المريض". 
1. 1 2 3  Murphy 2013، صفحات 32–33.